# Francis Xavier Kaname Shimamoto
Francis Xavier Kaname Shimamoto IdP (jap. 島本 要, Shimamoto Kaname; * 14. Februar 1932 in Gotō; † 31. August 2002 in Nagasaki) war Erzbischof von Nagasaki.

## Leben
Francis Xavier Kaname Shimamoto trat dem Säkularinstitut Istituto del Prado bei und empfing am 23. November 1958 die Priesterweihe. 
Johannes Paul II. ernannte ihn am 20. Dezember 1979 zum Bischof von Urawa. Der Erzbischof von Nagasaki, Joseph Asajirō Kardinal Satowaki, spendete ihm am 20. März des nächsten Jahres die Bischofsweihe; Mitkonsekratoren waren Peter Seiichi Shirayanagi, Erzbischof von Tokio, und Mario Pio Gaspari, Apostolischen Pro-Nuntius in Japan. 
Der Papst ernannte ihn am 8. Februar 1990 zum Erzbischof von Nagasaki.